# Erepsia polypetala
Erepsia polypetala là một loài thực vật có hoa trong họ Phiên hạnh. Loài này được (A.Berger & Schltr.) L.Bolus mô tả khoa học đầu tiên năm 1950.